# Diógenes Luna
Diógenes Luna  (1977. május 1. –) világbajnok kubai ökölvívó.

## Eredményei
- 1999-ben bronzérmes a pánamerikai játékokon kisváltósúlyban.
- 2000-ben bronzérmes az olimpián kisváltósúlyban.
- 2001-ben világbajnok kisváltósúlyban. A döntőben a bolgár Dimitar Stiljanovot győzte le.